# Birenbach

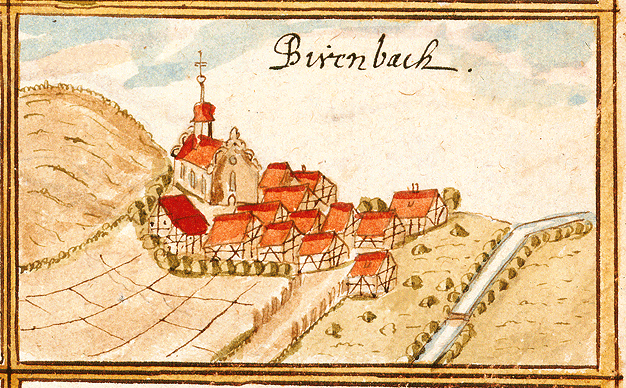
Birenbach 1683/1685 im Kieserschen Forstlagerbuch

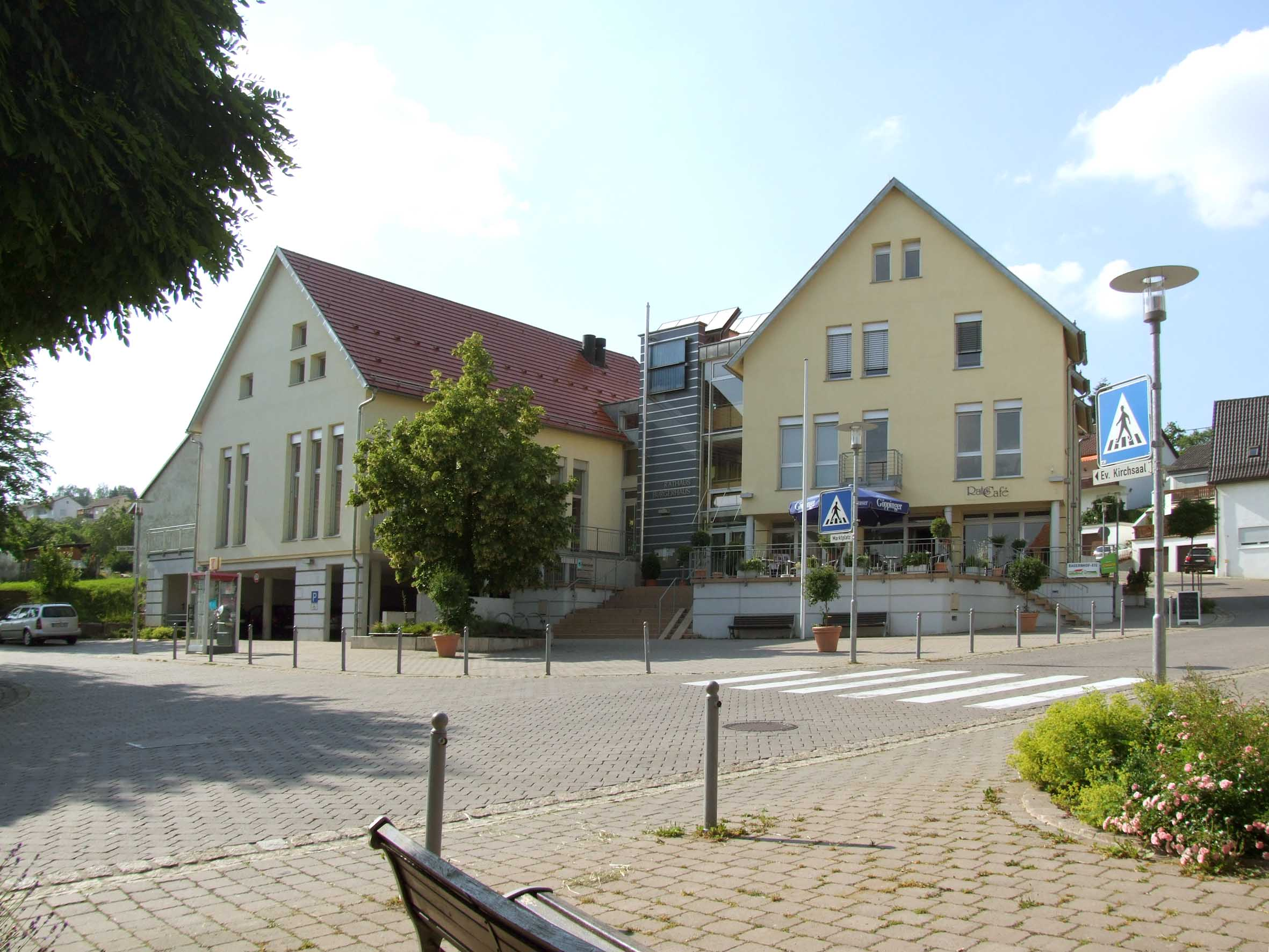
Rathaus

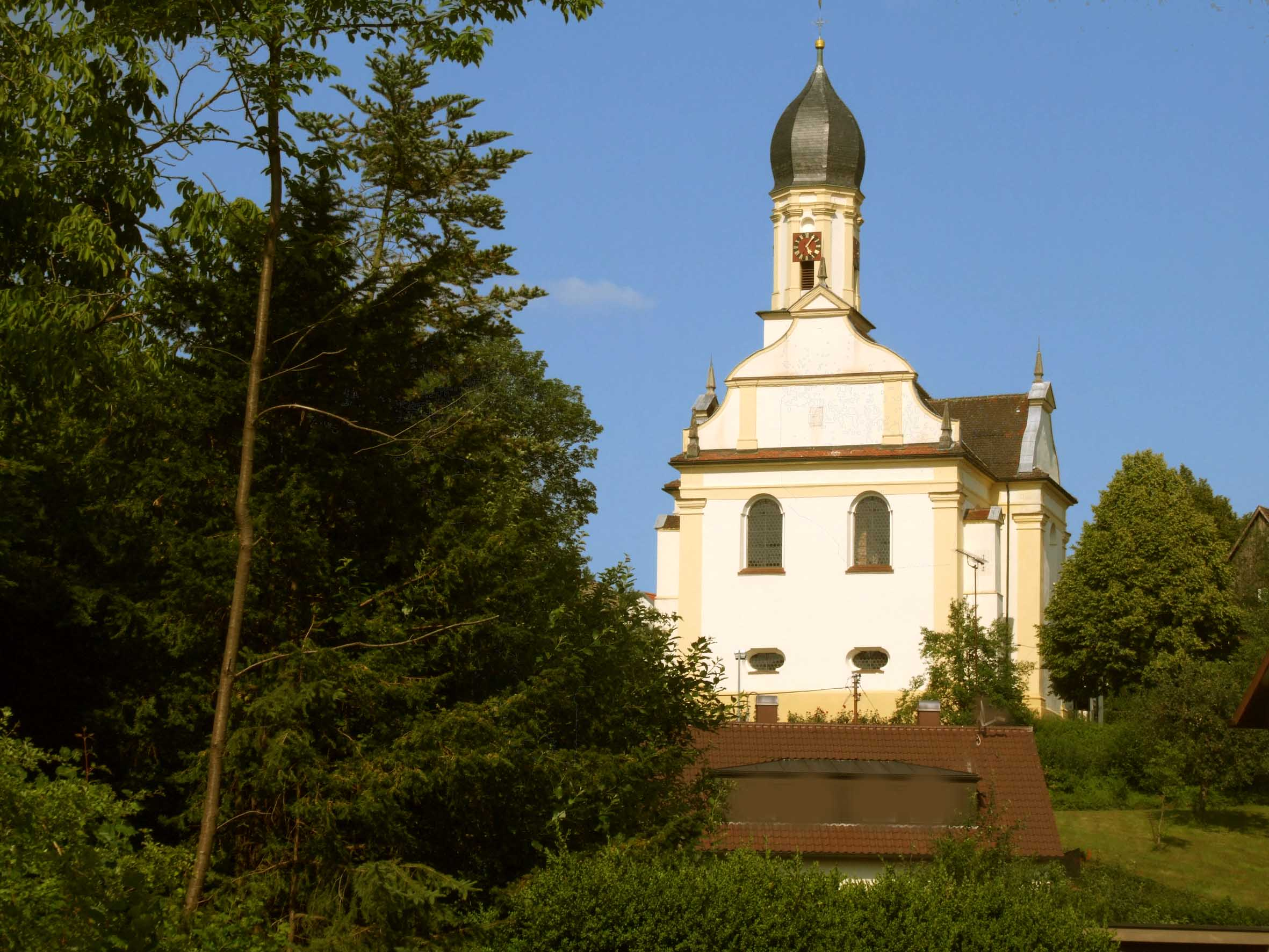
Wallfahrtskirche

Birenbach ist eine Gemeinde im Landkreis Göppingen in Baden-Württemberg, sechs Kilometer nördlich der Kreisstadt Göppingen. Sie gehört zur Region Stuttgart (bis 1992 Region Mittlerer Neckar) und zur Randzone der europäischen Metropolregion Stuttgart.

## Geographie

### Geographische Lage
Birenbach liegt im nördlichen Teil des Landkreises Göppingen vor dem Westausläufer des Berges Hohenstaufen, einem Zeugenberg der Schwäbischen Alb, im Tal und überwiegend auf dem rechten Hang des Krettenbachs. Durchs Dorf fließt ihm der Birenbach zu, wenig abwärts mündet er in den Marbach. Der überwiegende Teil der unbesiedelten Flur ist waldfrei.

### Gemeindegliederung
Zu Birenbach gehören das Dorf Birenbach und der Weiler Schützenhof (auch zu Wäschenbeuren) sowie die abgegangene Ortschaft Bremenhöfe.

### Flächenaufteilung
Nach Daten des Statistischen Landesamtes, Stand 2014.

## Geschichte

### Frühe Geschichte
Die Ansiedlung entstand irgendwann während der Zeit des Herzogtums Schwaben, wurde aber erst 1414 nachweislich in einer Urkunde erwähnt. Das Dorf war im Mittelalter im Wesentlichen unter drei Grundherren, dem Rittergut Wäschenbeuren, dem Kloster Adelberg und dem Göppinger Chorherrenstift Oberhofen, aufgeteilt. Durch die Reformation gingen die Besitztümer des Klosters Adelberg und des Stifts Oberhofen an das Herzogtum Württemberg, wohingegen der überwiegende Teil des Ortes beim katholischen Rittergut Wäschenbeuren blieb und somit unter der Lehenshoheit der Territorien der Habsburger in Vorderösterreich stand. Dadurch war Birenbach seither konfessionell geteilt in die katholischen Untertanen, die der Pfarrei in Wäschenbeuren angehörten, und den evangelischen Untertanen Württembergs, die von der Pfarrei in Börtlingen betreut wurden. Dominant am Ort blieb die Herrschaft Wäschenbeuren, die bis 1599 vom Haus Rechberg der Linie Staufeneck beherrscht wurde.
1599 gelangte die Herrschaft in den Besitz des Reichspfennigmeisters Zacharias Geizkofler. Nach dem Aussterben der Geizkofler gelangte die Familie der Freiherren von Freyberg-Eisenberg in den Besitz der Herrschaft Wäschenbeuren. Im Dreißigjährigen Krieg kam es zu verheerenden Heimsuchungen durch marodierende Truppen, so dass der Ort 1650 völlig unbewohnt war. Von 1690 bis 1692 wurde eine katholische Wallfahrtskirche am Ort errichtet, die an die Stelle der 1499 der Heiligen Maria geweihten Kapelle trat. Während des Spanischen Erbfolgekriegs erlitt der Ort 1707 eine erneute Plünderung durch französische Soldaten. Beim Untergang des Heiligen Römischen Reichs war die Herrschaft Wäschenbeuren im Besitz der Fürsten von Thurn und Taxis, die am Ort bis 1857 weiterhin Grundrechte behielten, ehe das Rittergut schließlich aufgelöst wurde.

### Seit der Zeit des Königreichs Württemberg
Zu Beginn des 19. Jahrhunderts verschwanden während der Zeit der Napoleonischen Kriege im Zuge der Mediatisierung viele kleine Herrschaften, darunter auch die Herrschaft Wäschenbeuren. Sie wurde komplett zugunsten Württembergs mediatisiert, wobei einige Grundrechte als Standesherrschaft für das Haus Thurn und Taxis erhalten blieben. Bei der Umsetzung der neuen Verwaltungsgliederung im 1806 gegründeten Königreich Württemberg wurde Birenbach dem Oberamt Göppingen zugeordnet und gehörte bis 1827 zur Gemeinde Börtlingen. 1902 wurde erstmals ein eigenes Rathaus errichtet. Bis dahin fanden die Sitzungen des Gemeinderats in einem Hinterzimmer des Dorfgasthauses statt. Mit der Hohenstaufenbahn kam 1912 der Anschluss an das Streckennetz der Württembergischen Eisenbahn. Bei der Kreisreform während der NS-Zeit in Württemberg gelangte das Dorf 1938 zum neu umrissenen Landkreis Göppingen, dem es bis heute angehört. Nach dem Zweiten Weltkrieg lag der Ort in der Amerikanischen Besatzungszone und gehörte somit zum neu gegründeten Land Württemberg-Baden, das 1952 im jetzigen Bundesland Baden-Württemberg aufging. Im Jahre 1963 wurde das Rathaus neu gebaut.

### Einwohnerentwicklung
Quelle: Statistisches Landesamt Baden-Württemberg für die Daten ab 1970
| Datum              |  | Einwohner |
| ------------------ |  | --------- |
| 1837               |  | 0247      |
| 1907               |  | 0269      |
| 17. Mai 1939       |  | 0339      |
| 13. September 1950 |  | 0496      |
| 27. Mai 1970       |  | 1076      |
| 31. Dezember 1983  |  | 1612      |
| 25. Mai 1987       |  | 1627      |
| 31. Dezember 1991  |  | 1798      |
| 31. Dezember 1995  |  | 1876      |
| 31. Dezember 2000  |  | 1915      |
| 31. Dezember 2005  |  | 1897      |
| 31. Dezember 2010  |  | 1864      |
| 31. Dezember 2015  |  | 1908      |
| 31. Dezember 2020  |  | 1942      |

## Religion
Birenbach war in der mittelalterlichen Grundherrschaft ein dreigeteilter Ort. Diese Teilung führte dazu, dass bei Einführung der Reformation in Württemberg 1535 Birenbach nur teilweise evangelisch wurde. Die habsburgischen Teile des Ortes, die als Lehen an die Herren von Rechberg gegeben waren, blieben römisch-katholisch. Die Kirche in Birenbach ist daher traditionell katholisch. Die katholische Wallfahrtskirche Zur Schmerzhaften Mutter Gottes, die in den 1960er-Jahren im ursprünglichen Stil des Barocks renoviert worden war, gehört zur Seelsorgeeinheit Unterm Staufen im Dekanat Göppingen-Geislingen der Diözese Rottenburg-Stuttgart. 
Der altwürttembergische Teil wurde nach der Reformation der Nachbarpfarrei Börtlingen zugeordnet. Bis 1989 hieß die evangelische Kirchengemeinde und das zugehörige Pfarramt nur „Börtlingen“. 1989 wurden Pfarramt und Gemeinde in „Börtlingen-Birenbach“ umbenannt. In Birenbach gibt es ein evangelisches Gemeindehaus, das 2007 durch das Architekturbüro Klaiber + Oettle zum Kirchensaal umgestaltet wurde. Der Kirchensaal erhielt eine Pfeifenresonatorenorgel der Firma Kienle. Die evangelische Kirchengemeinde ist dem Kirchenbezirk Göppingen der Württembergischen Landeskirche zugeordnet.

## Politik

### Verwaltungsverband
Birenbach gehört mit Adelberg, Börtlingen und Rechberghausen dem Gemeindeverwaltungsverband „Östlicher Schurwald“ an, der seinen Sitz in Rechberghausen hat.

### Bürgermeister
Bürgermeister ist seit dem 21. April 2023 Michael Matzak (Freie Wähler). Er wurde am 27. November 2022 mit 64,9 Prozent der Stimmen gewählt. Er folgte Frank Ansorge nach, der 2010 erstmals gewählt und 2018 wiedergewählt wurde. Ansorge legten Mitte 2022 das Amt aus persönlichen Gründen nieder. Ansorge folgte auf Klaus Heininger, der von 2001 bis 2010 amtierte und anschließend das Amt des Oberbürgermeisters der Stadt Eislingen antrat.

### Gemeinderat
Der Gemeinderat in Birenbach besteht aus den 10 gewählten ehrenamtlichen Gemeinderäten und dem Bürgermeister als Vorsitzendem. Der Bürgermeister ist im Gemeinderat stimmberechtigt. Die Kommunalwahl am 9. Juni 2024 führte zu folgendem Ergebnis.
| Parteien und Wählergemeinschaften | Parteien und Wählergemeinschaften           | % 2024  | Sitze 2024 | % 2019  | Sitze 2019 | Kommunalwahl 2024Wahlbeteiligung: 69,59 % %403020100 37,15 %32,81 %30,04 % FWSPDCDUGewinne und Verlusteim Vergleich zu 2019 %p 8 6 4 2 0 −2 −4 −6 −8−10−12−14−12,08 %p+6,18 %p+5,90 %pFWSPDCDU |
| FWV                               | Freie Wählervereinigung Birenbach           | 37,15   | 4          | 49,23   | 5          | Kommunalwahl 2024Wahlbeteiligung: 69,59 % %403020100 37,15 %32,81 %30,04 % FWSPDCDUGewinne und Verlusteim Vergleich zu 2019 %p 8 6 4 2 0 −2 −4 −6 −8−10−12−14−12,08 %p+6,18 %p+5,90 %pFWSPDCDU |
| SPD                               | Sozialdemokratische Partei Deutschlands     | 32,81   | 3          | 26,63   | 3          | Kommunalwahl 2024Wahlbeteiligung: 69,59 % %403020100 37,15 %32,81 %30,04 % FWSPDCDUGewinne und Verlusteim Vergleich zu 2019 %p 8 6 4 2 0 −2 −4 −6 −8−10−12−14−12,08 %p+6,18 %p+5,90 %pFWSPDCDU |
| CDU                               | Christlich Demokratische Union Deutschlands | 30,04   | 3          | 24,14   | 2          | Kommunalwahl 2024Wahlbeteiligung: 69,59 % %403020100 37,15 %32,81 %30,04 % FWSPDCDUGewinne und Verlusteim Vergleich zu 2019 %p 8 6 4 2 0 −2 −4 −6 −8−10−12−14−12,08 %p+6,18 %p+5,90 %pFWSPDCDU |
| gesamt                            | gesamt                                      | 100,0   | 10         | 100,0   | 10         | Kommunalwahl 2024Wahlbeteiligung: 69,59 % %403020100 37,15 %32,81 %30,04 % FWSPDCDUGewinne und Verlusteim Vergleich zu 2019 %p 8 6 4 2 0 −2 −4 −6 −8−10−12−14−12,08 %p+6,18 %p+5,90 %pFWSPDCDU |
| Wahlbeteiligung                   | Wahlbeteiligung                             | 69,59 % | 69,59 %    | 64,95 % | 64,95 %    | Kommunalwahl 2024Wahlbeteiligung: 69,59 % %403020100 37,15 %32,81 %30,04 % FWSPDCDUGewinne und Verlusteim Vergleich zu 2019 %p 8 6 4 2 0 −2 −4 −6 −8−10−12−14−12,08 %p+6,18 %p+5,90 %pFWSPDCDU |

### Wappen
Die Blasonierung des Gemeindewappens von Birenbach lautet: In Gold über einem erniedrigten blauen Wellenbalken ein schreitender rotbezungter schwarzer Löwe.
Der schwarze Löwe des teilredenden Wappens in gelb steht für die staufischen Herzöge von Schwaben und erinnert an die einstige Beziehung des Orts zur Herrschaft Büren-Hohenstaufen. Der Wellenbalken steht für den Bach im Ortsnamen Birenbach. Das Wappen wurde im Jahre 1958 festgelegt und zusammen mit der blau-gelben Flagge am 18. August 1959 vom Innenministerium verliehen.

### Partnerschaften
Die Gemeinde Birenbach ist seit 1972 Mitglied des Gemeindeverwaltungsverbandes (GVV) Östlicher Schurwald, dem auch die Gemeinden Adelberg, Börtlingen und Rechberghausen angehören. Sitz des Verbandes ist Rechberghausen. Mit den Gemeinden Wäschenbeuren, Börtlingen und Adelberg bildet die Gemeinde Birenbach zudem den Abwasserzweckverband Marbach-Krettenbachtal. Gemeinsam wird die Verbandskläranlage betrieben.
Die Gemeinde gehört als Gesellschafter auch der 2013 gegründeten Stromnetzgesellschaft Östlicher Schurwald an, zu der auch die Gemeinden Adelberg, Börtlingen, Rechberghausen und Wäschenbeuren gehören. Die Stromnetze zur örtlichen Versorgung sind somit mehrheitlich im Eigentum der Gesellschaft und damit der Gemeinden. Weiterer Gesellschafter ist die EnBW.
Darüber hinaus ist die Gemeinde Mitglied des Landschaftserhaltungsverbandes (LEV) des Landkreises Göppingen und gehört der Wirtschaftsförderungsgesellschaft (Wif) des Landkreises Göppingen an.

## Wirtschaft und Infrastruktur

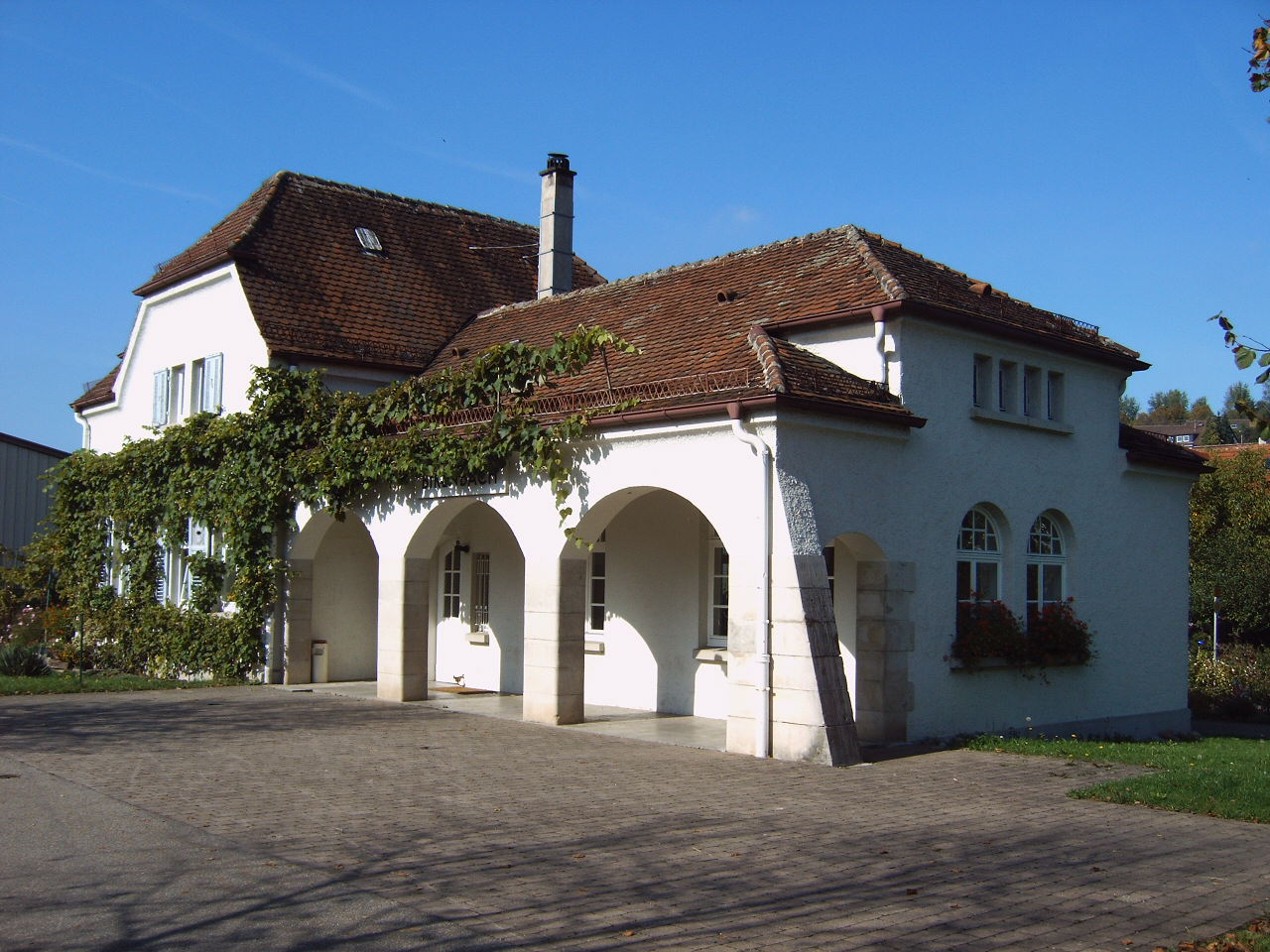
Bahnhof Birenbach der ehemaligen Hohenstaufenbahn

### Verkehr
Birenbach ist durch die Bundesstraße 297 an das überregionale Straßennetz angeschlossen. Früher bestand auch ein Anschluss an die nunmehr stillgelegte Hohenstaufenbahn (Schwäbisch Gmünd–Göppingen). Der ehemalige Bahnhof ist erhalten und dient heute als Bürgerhaus.
Der Württemberger Tälerradweg führt als Landes-Fernradweg auf der Trasse der ehemaligen Bahnlinie an Birenbach vorbei. Insgesamt führt er von Crailsheim nach Ulm und weiter über Göppingen nach Schwäbisch Gmünd.

### Ansässige Unternehmen
Mit den Firmen mobitec, Fent sowie A. Wezel sind in Birenbach vor allem kleinere, aber spezialisierte Unternehmen aus dem Bereich Maschinenbau sowie der Metallver- und -bearbeitung tätig. Weitere Unternehmen wie die Firmen Höchst-wohnen und kochen, Hocke Engineering, TS-Veranstaltungstechnik, Rainer Schmatzer Industrieservice, Späth-Mediendesign, Auto Mark GmbH und Elektromotoren Oswald sind in Birenbach angesiedelt.

### Infrastruktur
Birenbach verfügt über einen Supermarkt, eine Allgemeinmedizinerin, eine SB-Filiale der Kreissparkasse Göppingen, eine Bäckerfiliale, eine Poststelle, einen Frisör, einen Blumenladen sowie das Ratscafe am Marktplatz. Mit der neuen „Grünen Mitte“ wurde 2015 in der Ortsmitte unterhalb der Wallfahrtskirche eine Grünzone geschaffen. Ein umfangreiches Spielgeräteangebot, eine Boulebahn und Aufenthaltsbereiche runden die Maßnahme ab. Ein Rundweg ist barrierefrei zu begehen.

### Bildung
In Birenbach besteht mit der Friedrich-von-Büren-Schule eine reine Grundschule. Außerdem gibt es seit 2013 ein Kinderhaus, in welchem alle gängigen Betreuungsformen ab dem 2. Lebensmonat angeboten werden.

## Sehenswürdigkeiten

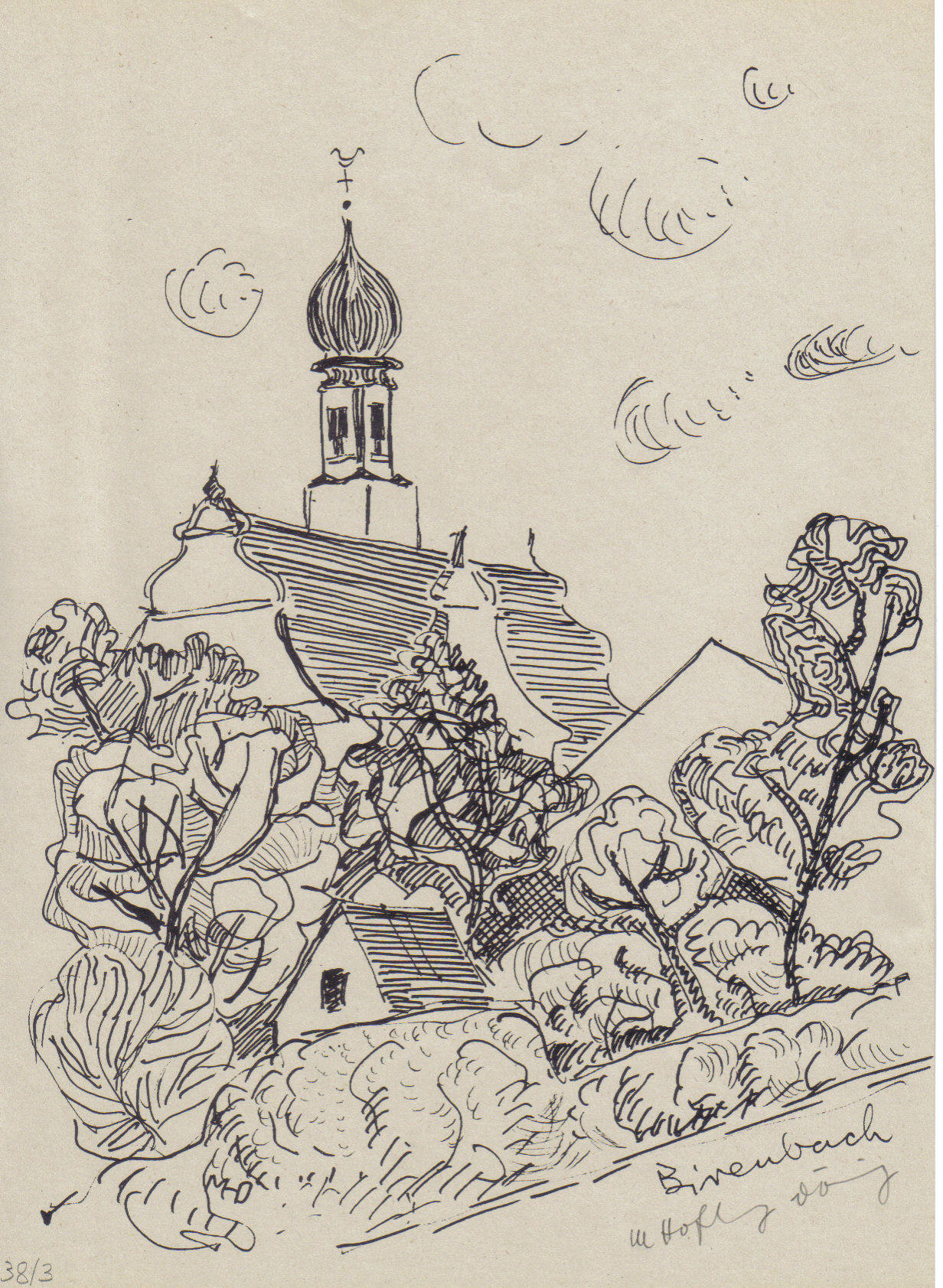
Wallfahrtskirche, Zeichnung von Margret Hofheinz-Döring, 1976

Sehenswert ist die Ende des 17. Jahrhunderts erbaute Wallfahrtskirche zur Schmerzhaften Mutter Gottes, eines der wenigen erhaltenen Beispiele des sogenannten „schwäbischen Bauernbarocks“.

## Söhne und Töchter der Gemeinde
- Rainer Bader (* 1965), Arzt, Professor für Biomechanik und Implantattechnologie an der Universität Rostock